# کالیپاتریا (کالیفرنیا)
کالیپاتریا (به انگلیسی: Calipatria) شهری در شهرستان ایمپریال ایالت کالیفرنیا است که در سرشماری سال ۲۰۱۰ میلادی، ۷۷۰۵ نفر جمعیت داشته است.